# Amauromyza balcanica
Amauromyza balcanica är en tvåvingeart som beskrevs av Friedrich Georg Hendel 1931. Amauromyza balcanica ingår i släktet Amauromyza och familjen minerarflugor. Inga underarter finns listade i Catalogue of Life.